# Chiflo de capador
El chiflo de capador es un instrumento musical con tradición en Galicia y el País Vasco, similar a la flauta de Pan . Tradicionalmente, eran utilizados por los capadores que iban de casa en casa, de manera similar al de los afiladores que afilaban cuchillos y otras herramientas. No ha sido muy común en la música popular, pero tiene tradición en Galicia, especialmente en la provincia de Orense.

## Estructura
Es un instrumento de boj trapezoidal . El borde superior tiene agujeros verticales de diferentes longitudes. El extremo inferior suele estar terminado con la forma de una cabeza de pájaro.

## Cómo tocar
Se toma con una mano. Con los labios colocados contra el borde superior, el viento sopla contra los bordes de los agujeros.

## Uso en música popular
Hoy en día, no existe ningún instrumento del tipo de flauta de pan que se utilice en la música popular vasca, pero está claro que en el pasado han sido utilizados por los pastores de cabras vascos y los capadores hasta principios del siglo XX.
Estos instrumentos son muy similares a los que utilizaban los afiladores gallegos para indicar su llegada. Grabaciones del instrumento gallego fueron grabadas por el folclorista Alan Lomax, y se hicieron famosas, más tarde, porque Miles Davis hizo una versión del mismo en el álbum Sketches of Spain 

## Váease también
- Capador